# Папуга червоногорлий
Папуга червоногорлий (Psittaculirostris edwardsii) — вид папугоподібних птахів родини Psittaculidae. Ендемік Нової Гвінеї. Вид названий на честь французького зоолога Альфонса Мілна-Едвардса.

## Опис
Довжина птаха становить 18 см. Забарвлення переважно зелене. У самців лоб і тім'я жовтувато-зелені, потилиця оливково-коричнева. Між потилицею і очима проходить чорна смуга. Скроні жовті, під очима зеленувато-блакитні плями. Горло, груди і щоки червоні. Пір'я на щоках і скронях вузьке і видовжене, схоже на бороду. У самиць на грудях вузький фіолетовий "комірець". Внутрішні покривні пера крил мають червоні кінчики, нижня чсторона крил синьо-зелена. Райдужки червоні, навколо очей вузькі сірі кільця. Лапи світло-сірі, дзьоб чорний. У молодих птахів щоки жовті з червонуватим відтінком, скроні зеленувато-жовті, очі темні. Голос гучний, різкий.

## Поширення і екологія
Червоногорлі папуги поширені на північному сході Нової Гвінеї, від затоки Йос-Сударсо і міста Ванімо до затоки Гуон. Вони живуть у вологих рівнинних і гірських тропічних лісах та в саванах.

## Поведінка
Червоногорлі папуги зустрічаються поодинці, парами або невеликими зграйками, іноді утворюють зграї до 35 птахів. Іноді червоногорлі папуги приєднуються до змішаних зграй птахів разом з червонощокими папужками (Cyclopsitta diophthalma), тілопо, медолюбами і шпаками. Живляться плодами фікусів та іншими фруктами, а також нектаром, квітами, іноді комахами та їх личинками. Гніздяться в дуплах високо на деревах.